# Jane Got a Gun
Jane Got a Gun es una película estadounidense de acción/drama del oeste a estrenarse en 2015, dirigida por Gavin O'Connor y escrita por Brian Duffield. Protagonizada por Natalie Portman, Ewan McGregor, Joel Edgerton, Rodrigo Santoro y Noah Emmerich. La película está producida por Handsomecharlie Films, 1821 Pictures, y Straight Up Films. Se rodó en Santa Fe, Nuevo México. La película fue finalmente estrenada el 29 de enero de 2016. Fue una bomba de taquilla.

## Sinopsis
Jane Hammond (Natalie Portman) queda embarazada de su gran amor Dan Frost (Joel Edgerton) cuando éste es llamado a luchar en la Guerra de Secesión, en donde es dado por muerto.   Al quedar sola y sin protección, Jane es raptada por John Bishop (Ewan McGregor) quien, para forzarla a prostituirse, asesina a su pequeña hija, sin saber que Bill Hammond (Noah Emmerich), un miembro de su propia banda, está perdidamente enamorado de ella, quien para rescatarla elimina a varios de sus propios compañeros.   
Pasa el tiempo, y Jane y Bill se casan y comienzan una apacible vida de casados en un rancho, junto con la hija que han tenido en común, momento en el que reaparece con vida Dan, el cual, al darse cuenta de que Jane ha rehecho su vida sin él, se siente traicionado por Jane. 
Todo indicaba que cada quien viviría sin volver a toparse cuando uno de los miembros de los despiadados Bishop Boys encuentra a Bill y lo hiere mortalmente, volviendo al rancho apenas con vida con ocho balas en su espalda, lo que impulsa a Jane a tomar un arma y poner el asunto en sus propias manos. 
Cuando el líder se prepara para la venganza, la única esperanza para la supervivencia de su familia descansa en su viejo amor, quien ahora es un pistolero cuyo odio por Bill solo se ve ensombrecido ligeramente por su amor por Jane.

## Reparto
- Natalie Portman como Jane Hammond.
- Joel Edgerton como Dan Frost.
- Ewan McGregor como John Bishop.
- Rodrigo Santoro como Fitchum.
- Noah Emmerich como Bill Hammond.
- Boyd Holbrook como Vic.
- Alex Manette como Buck.
- James Burnett como Cunny Charlie.
- Sam Quinn como Slow Jeremiah.
- Maisie McMaster como Kate.
  - Mia Wagenman como Kate en su etapa de bebé.
- Jenny Gabrielle como Whore.
- Piper Sheets como Mary.
  - Victoria DeMersseman como una anciana Mary.
- Celia Kessler como una bailadora.
- Linda Martin.
- Kristen Hansen.
- Lauren Poole.
- James Kinsfather como un camarero.
- Rob Janov como un violinista.
- Chad Brummett como Theodore Ballard.
- Boots Southerland como un marshall.
- Nash Edgerton como el comerciante de pieles.
- James Blackburn.
- Nicoletta Chapman como la chica del prostíbulo.
- Billy Fuessel como un cowboy.
- Wynema Gonzagowski como la gitana muerta.
- Sean Helean como un ciudadano.
- Darlene Kellum como una chica del prostíbulo.
- Jahan Khalili como el barbero.
- Rodger Larance como un cliente del prostíbulo.
- Ricky Lee como el cavador de tumbas.
- Robb Moon como el comerciante del féretro.
- Martin Palmer como un ciudadano.
- Jaime Powers como el fotógrafo.
- Giuseppe Quinn como un ciudadano.
- Kendra Tuthill como la mujer del carro.

- Ziggy Marley como el Elizabeth Robinson.

## Distribución
Jane Got a Gun fue distribuida en los Estados Unidos por Relativity Media y The Weinstein Company. La película fijó su fecha de estreno el 29 de agosto de 2014,  sin embargo, el estudio la canceló el 10 de abril de 2014.  Más tarde, el 24 de abril, el estudio estableció el 20 de febrero de 2015 como la fecha de lanzamiento de la película. El 24 de abril, el estudio pospuso el estreno hasta el 4 de septiembre. Finalmente fue estrenada el 29 de enero de 2016.

## Recepción
Jane Got a Gun ha recibido críticas mixtas por parte de la crítica y la audiencia, en el sitio Rotten Tomatoes tiene una calificación de 34% basada en 39 reseñas, con una puntuación de 5.1. La página Metacritic le ha dado a la película una puntuación de 50 de 100, basada en 15 críticas, indicando "reseñas mixtas". En el sitio IMDb los usuarios le han dado una puntuación de 5.9/10, sobre la base de más de 2 000 votos.